# Pozlovice
Pozlovice (deutsch Poslowitz) ist eine Minderstadt in Tschechien. Sie liegt vier Kilometer nordöstlich von Luhačovice und gehört zum Okres Zlín.

## Geographie

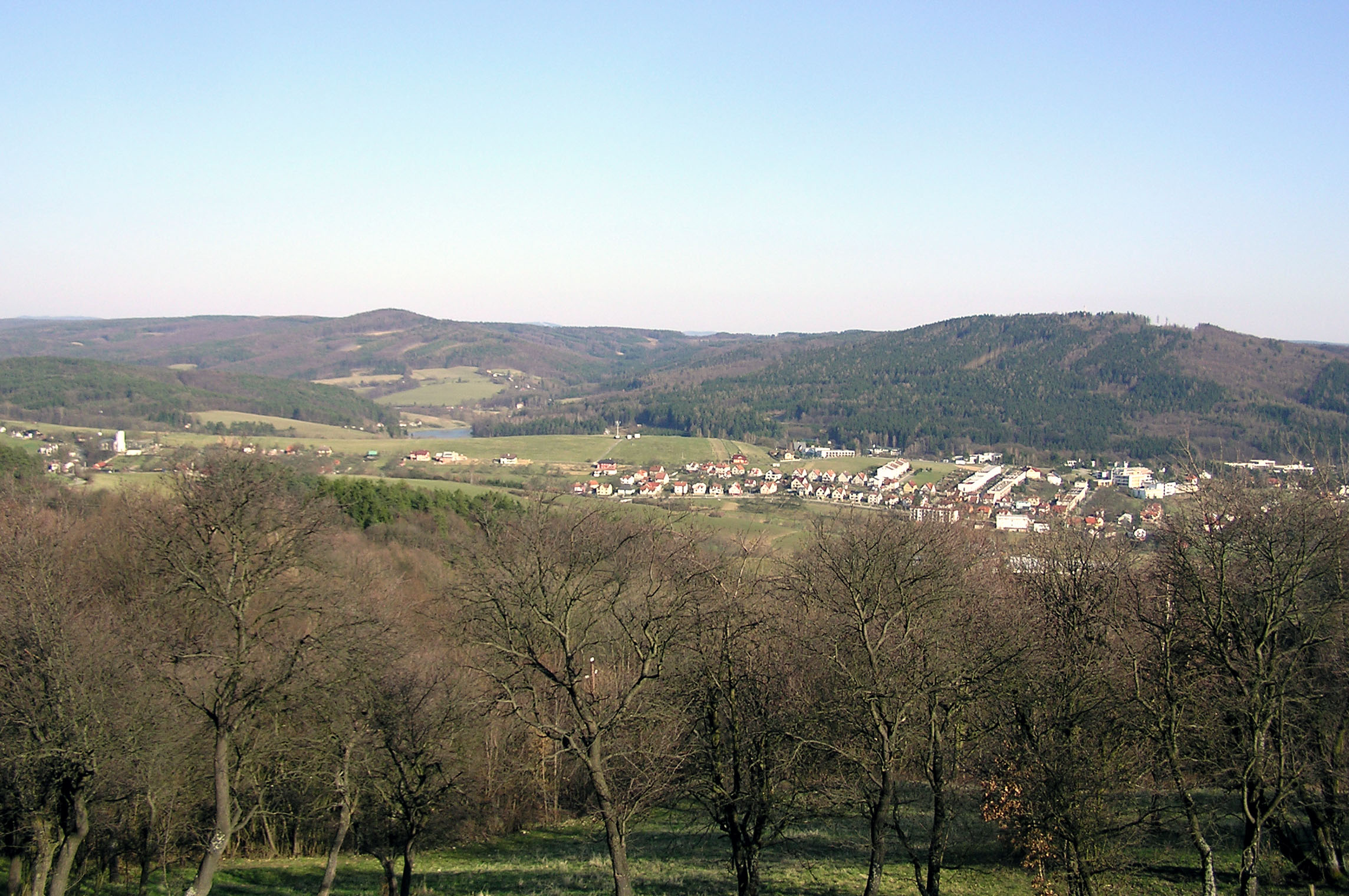
Blick von Westen über Pozlovice, im Hintergrund der Stausee Luhačovice und die Weißen Karpaten

Pozlovice befindet sich am Übergang zwischen den Weißen Karpaten und der Vizovická vrchovina im Tal des Baches Pozlovický potok. Das Städtchen liegt am Rande des Landschaftsschutzgebietes CHKO Bílé Karpaty. Nördlich erheben sich der Větrník (432 m), die Brda (600 m), Baba (635 m) und der Komonec (672 m), im Osten die Plaňavka (381 m) und Kameničná (521 m), südöstlich die Obětová (511 m), im Süden die Jestřabí hora, südwestlich die Obora (386 m) sowie im Nordwesten die Kamenná (483 m), Oberský (483 m) und der Čertův kámen (542 m). Östlich von Pozlovice wird die Šťávnice im Stausee Luhačovice gestaut.
Nachbarorte sind Malenisko, Provodov und Podhradí im Norden, Horní Lhota, Na Nivce, Sítné und Dolní Lhota im Nordosten, Sedlářův Mlýn, Martincův Mlýn und Na Klenkově im Osten, Nevšová, Petrůvka und Ještí im Südosten, Kladná Žilín und Pražská čtvrť im Süden, Luhačovice, Horní Dvůr und Ludkovice im Südwesten, Hřivínův Újezd, Ve Stráních, Na Lysé und Řetechov im Westen sowie Pradlisko und Březůvky im Nordwesten.

## Geschichte
Die erste schriftliche Erwähnung von Pozlovicensem erfolgte 1287 im Zusammenhang mit Soběhrd von Pozlovice. Im Jahre 1399 wurde ein Mikuschek de Pozlowicz (Mikúšek z Pozlovic) erwähnt. Der älteste urkundliche Nachweis über Pozlowicze weist das Dorf 1412 als Teil der Eliška Světlovská von Sternberg gehörigen Herrschaft Světlov aus. Seit 1449 ist eine Pfarre in Pozlovice belegt. In den Machtkämpfen zwischen Georg von Podiebrad und Matthias Corvinus wurden die Burgen Světlov und Engelsberg zerstört. Als neuen Sitz der Herrschaft ließ Ctibor von Landstein zwischen 1480 und 1500 bei Bojkovice die Burg Nový Světlov errichten. 1563 überschrieb Kateřina von Vlčnov die Herrschaft ihrem Neffen Friedrich Tettauer von Tettau. Nach dessen Tode erbte 1577 sein Bruder Burian den gesamten Besitz. Dieser, wie auch seine Söhne Wenzel und Wilhelm, verschuldeten ihren aus den Herrschaften Světlov und Sehradice bestehenden Besitz zunehmend. 1594 verkaufte Wenzel Tettauer die Burg Nový Světlov mit allem Zubehör an Jan Jetřich von Kunovice. Nach weiteren Besitzerwechsels erwarben 1629 die Grafen Serényi die Güter. Nach dem Tode ihrer älteren Brüder teilten Paul und Gabriel Serényi 1633 den Besitz. Paul erhielt die Güter Luhačovice, Poslowitz, Řetechov, Pradlisko, Provodov, Podhradí, Petrůvka, Žilín, Kladná und Přečkovice, aus denen er die neue Herrschaft Luhačovice bildete, während auf Gabriel der übrige Teil von Světlov sowie das Lehngut Vasilsko zufielen. Paul Graf Serény ließ 1642 die alte Holzkirche abbrechen und durch einen steinernen Bau ersetzen. Nach dem Türkeneinfall von 1663 mussten das Pfarrhaus und die Kirche instand gesetzt werden. 1670 wurde der Ort als Pozlowitz bezeichnet. 1655 wurde Ořechov ausgepfarrt und dort ein eigenes Pfarramt eingerichtet. Im November 1704 brannten die Kuruzen das ganze Dorf nieder. Am 25. Februar 1758 erhob Maria Theresia Poslowicz zum Städtchen und erteilte das Privileg für einen Wochenmarkt und einen jährlichen Viehmarkt. Das älteste Stadtsiegel stammt aus dem Jahre 1759. Der Pfarrbezirk Pozlovice wurde im 18. Jahrhundert stark verkleinert, 1735 entstand in Provodov eine eigene Pfarre, 1784 in Luhačovice und 1785 auch in Horní Lhota. Durch die Errichtung des Kurbades zwischen Poslowicz und Luhačovice erfuhr das Städtchen in der zweiten Hälfte des 18. Jahrhunderts einen weiteren Aufschwung. Bis zur Mitte des 19. Jahrhunderts blieb Poslowitz der Herrschaft Luhačovice untertänig.
Nach der Aufhebung der Patrimonialherrschaften bildete Poslowice/Poslowitz ab 1850 eine Marktgemeinde in der Bezirkshauptmannschaft Uherský Brod und dem Gerichtsbezirk Valašské Klobouky. Nach der Auflösung der Bezirkshauptmannschaften wurde Poslowice 1855 dem Bezirksamt Valašské Klobouky zugewiesen. Ab 1868 gehörte das Dorf zur wiedererrichteten Bezirkshauptmannschaft Uherský Brod und zwei Jahre später auch zum dortigen Gerichtsbezirk. Ab 1872 wurde die Gemeinde als Pozlovice bezeichnet. Im Jahre 1905 wurde Pozlovice dem Gerichtsbezirk Bojkovice zugeordnet, zu dem der Ort bis 1949 gehörte. Die Freiwillige Feuerwehr gründete sich 1906. 1949 wurde sowohl der Okres Uherský Brod als auch der Gerichtsbezirk Bojkovice aufgehoben und die Gemeinde dem Okres Valašské Klobouky zugeordnet. Dieser bestand bis Ende 1960, danach wurde Pozlovice Teil des Okres Gottwaldov. Am 15. Juli 1976 wurde Pozlovice in die Stadt Luhačovice eingemeindet. Seit dem 24. November 1990 bildet Pozlovice wieder eine eigene Gemeinde. 1996 wurde Pozlovice Sieger im Wettbewerb Dorf des Jahres in Mittelmähren. Im Jahre 2001 wurde Pozlovice in das Verzeichnis der Kurorte der Tschechischen Republik aufgenommen. Seit dem 23. April 2008 besitzt Pozlovice wieder den Status eines Městys.

## Gemeindegliederung

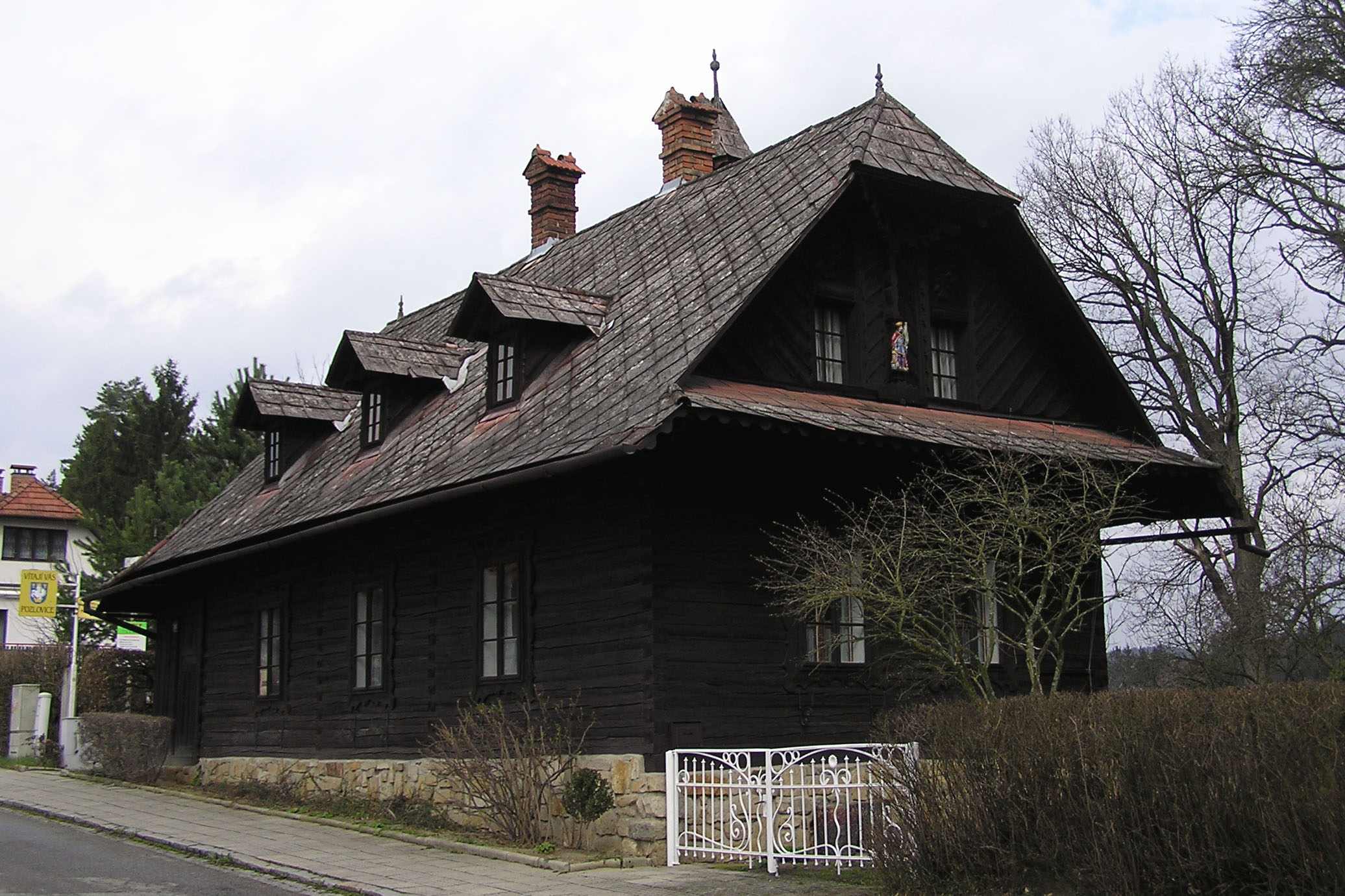
Haus in walachischer Volksbauweise

Für den Městys Pozlovice sind keine Ortsteile ausgewiesen.

## Partnerstadt
- Rajecké Teplice, Slowakei

## Sehenswürdigkeiten

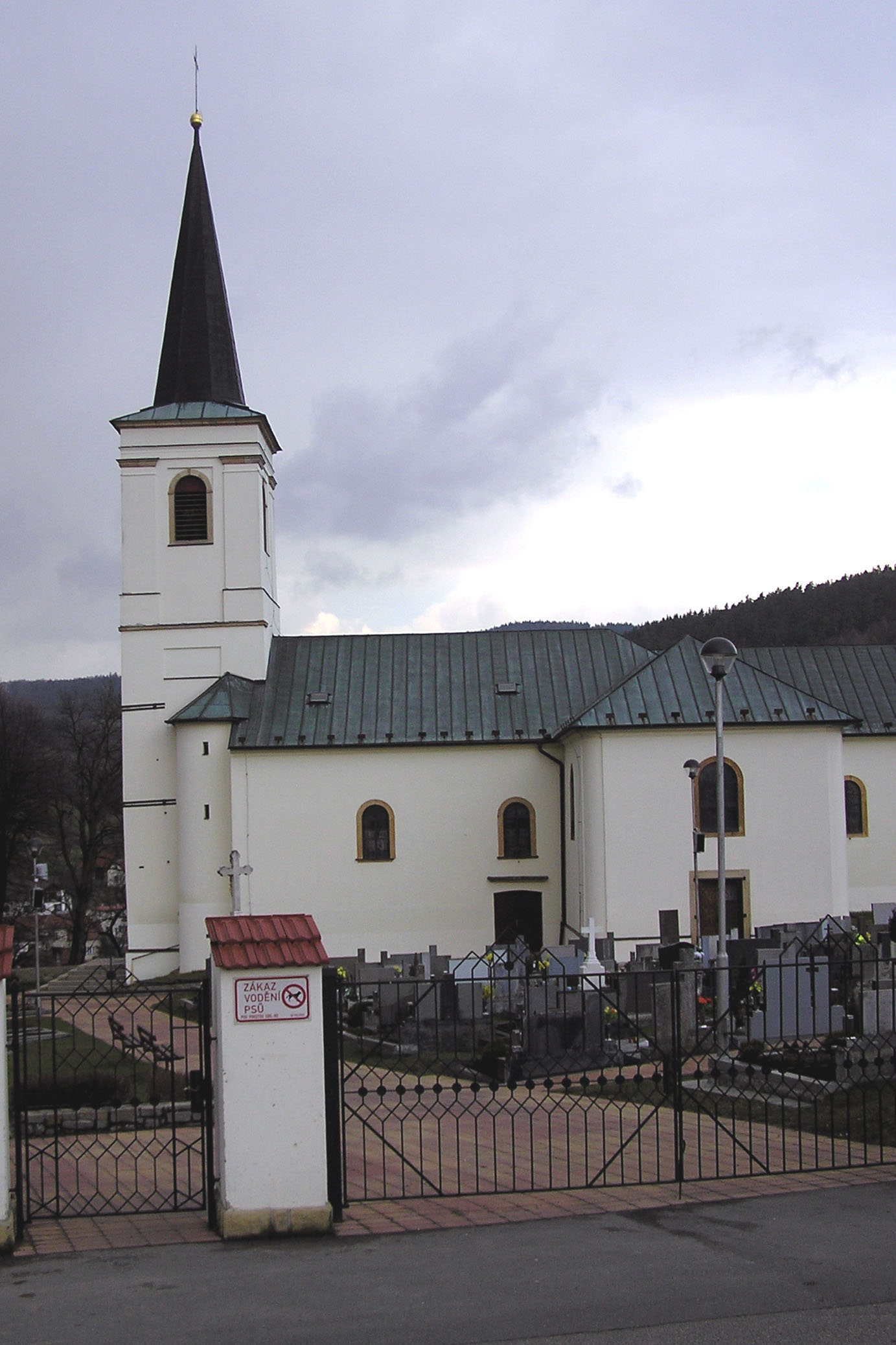
Kirche des hl. Martin

- Pfarrkirche des hl. Martin, sie entstand 1642 und erhielt ihre barocke Gestalt beim Umbau von 1790 bis 1798. Unter der Kirche befindet sich die Familiengruft der Grafen Serényi, als Erster wurde hier Wolfgang Serényi (1685–1743) bestattet.
- Statue des hl. Johannes von Nepomuk aus dem Jahre 1774, vor der Kirche
- Kreuz aus dem Jahre 1763, vor der Kirche
- Barockes Pfarrhaus mit Wappen der Grafen Serényi, erbaut 1757
- Mehrere Betsäulen
- Stausee Luhačovice, erbaut 1912–1930
- Antonín-Václavík-Lehrpfad, er führt vom Musikpavillon im Stadtzentrum über das Kulturdenkmal Niva bis zur Pražská čtvrť (Prager Viertel) in Luhačovice und wurde 1991 angelegt.
- Lázně Luhačovice (Kurbad Luhatschowitz), südlich des Ortes
- Reste der Burg Starý Světlov, nördlich von Pozlovice

## Söhne und Töchter der Gemeinde
- Antonín Václavík (1891–1959), Volkskundler und Professor an der Masaryk-Universität Brünn